# 紅緣亮盾蝽
紅緣亮盾蝽（学名：Lamprocoris lateralis）为盾背蝽科亮盾蝽屬下的一个种。